# Clan (chaîne de télévision)
Pour les articles homonymes, voir Clan (homonymie).
Clan est une chaîne de télévision espagnole pour enfants diffusée sur la TNT, le câble et IPTV. Clan appartient au groupe public audiovisuel Radiotelevisión Española.

## Historique
La chaîne a été lancé le 12 décembre 2005. 
Dans un premier temps elle diffusait de 7 h du matin à 21 h et partageait son temps d'antenne avec la chaîne TVE 50 Años, puis diffuse sans interruption depuis le 1er janvier 2007.
La chaîne a été convertie au format haute définition le 31 octobre 2017.

## Identité visuelle

Logo de Clan TVE du 12 décembre 2005 au 1er septembre 2008.
Logo de Clan depuis le 1er septembre 2008.